# Premio Bellas Artes de Poesía Aguascalientes
El Premio Bellas Artes de Poesía Aguascalientes, conocido antes como Premio Nacional de Poesía Aguascalientes, es el de mayor tradición en su género en México. Es un premio al que los participantes concurren bajo seudónimo, con un libro inédito de poemas, y que un mismo escritor no puede ganar más de una vez. Por lo regular el jurado está compuesto por tres poetas reconocidos, no necesariamente mexicanos ni anteriores ganadores del premio. La convocatoria es anual y suele cerrarse a principios de noviembre. Por regla general, el resultado se hace público en febrero y el premio es entregado en abril, durante la Feria de San Marcos, en la ciudad de Aguascalientes. Convocan al premio la Secretaría de Cultura, el Instituto Nacional de Bellas Artes, y el Patronato de la Feria de San Marcos, a través del Instituto Cultural de Aguascalientes.

## Historia
El antecedente inmediato del premio son los juegos florales de la Feria de San Marcos, realizados de 1931 a 1967. La primera edición fue convocada por Pedro de Alba y Alejandro Topete del Valle. La convocatoria establecía que se premiaría un solo poema escrito por un poeta mexicano. La premiación consistía en una velada en la que se leía el texto galardonado, precedida por un discurso del "mantenedor" u organizador del certamen. El poeta era galardonado con la Flor natural. El primer ganador fue el guanajuatense Vicente González del Castillo, con el poema "Parábola del milagro", y el aguascalentense Jesús Reyes Ruiz recibió una mención honorífica por "La leyenda del beso".
Entre algunos de los ganadores del certamen destacan Rubén Bonifaz Nuño (1946 con "El ángel", 1947 con "Preludio para un canto de amor" y 1949 con "Canciones para velar su sueño"),Abigael Bohórquez (1962 con "Canto nocturno con presagio" y 1963),José Carlos Becerra (1966 con "La corona de hierro") y Desiderio Macías Silva (1967 con "Aires para cantar en las cosechas"), quien ganaría el premio unos años después. Entre los jurados y mantenedores del certamen figuraron escritores de la talla de José Gorostiza, Carlos Pellicer, Xavier Villaurrutia, Andrés Henestrosa, Antonio Castro Leal, Agustín Yáñez o Francisco Monterde.
A partir de 1968, y por iniciativa de Salvador Gallardo Dávalos y Víctor Sandoval, los juegos florales se convirtieron en el Premio Nacional de Poesía, premiando un libro de poemas inédito en lugar de un único texto. En 1980, el premio cambió su nombre a Premio de Poesía Aguascalientes y se incluyó entre los premios del Instituto Nacional de Bellas Artes.En 2011 adquirió su nombre actual. La editorial Joaquín Mortiz fue la encargada de publicar los poemarios galardonados desde 1968 hasta 2006. Desde 2013, el Fondo de Cultura Económica los publica.

## Libros y autores premiados
- 1968 - Espejo humeante, de Juan Bañuelos
- 1969 - No me preguntes cómo pasa el tiempo, de José Emilio Pacheco
- 1970 - Contracantos, de Uwe Frisch
- 1971 - Estado de sitio, de Óscar Oliva
- 1972 - Ascuario, de Desiderio Macías Silva
- 1973 - Volver a casa, de Alejandro Aura
- 1974 - La zorra enferma, de Eduardo Lizalde
- 1975 - Un (ejemplo) salto de gato pinto, de José de Jesús Sampedro
- 1976 - Cuando el placer termine, de Hugo Gutiérrez Vega
- 1977 - Memoria de la especie, de Raúl Navarrete
- 1978 - Poemas no mandados, de Elena Jordana
- 1979 - El concurso fue declarado desierto y el premio fue concedido a Elías Nandino por el conjunto de su obra
- 1980 - Contrasuberna, de Miguel Ángel Flores
- 1981 - El ser que va a morir, de Coral Bracho
- 1982 - Mar de fondo, de Francisco Hernández
- 1983 - Canción al prójimo, de Hugo de Sanctis
- 1984 - Música solar, de Efraín Bartolomé
- 1985 - Relámpagos que vuelven, de Antonio Castañeda
- 1986 - La transparencia del deseo, de José Luis Rivas
- 1987 - Mar del norte, de José Javier Villarreal
- 1988 - Las visitantes, de Myriam Moscona
- 1989 - El diván de Antar, de Elsa Cross
- 1990 - El cardo en la voz, de Jorge Esquinca
- 1991 - De lunes todo el año, de Fabio Morábito
- 1992 - Espuela para demorar el viaje, de Ernesto Lumbreras
- 1993 - En memoria del reino, de Baudelio Camarillo
- 1994 - Cantos para una exposición, de Eduardo Langagne
- 1995 - A la salud de los enfermos, de Juan Domingo Argüelles
- 1996 - Balanza de sombras, de Antonio Deltoro
- 1997 - Alegrial, de Eduardo Milán
- 1998 - La puerta giratoria, de Jorge Valdés Díaz-Vélez
- 1999 - Casa nómada, de Malva Flores
- 2000 - Los hábitos de la ceniza, de Jorge Fernández Granados
- 2001 - Sin título, de Jorge Hernández Campos
- 2002 - Coliseo, de Héctor Carreto
- 2003 - Dylan y las ballenas, de María Baranda
- 2004 - Reducido a polvo, de Luis Vicente de Aguinaga
- 2005 - Hay batallas, de María Rivera
- 2006 - Boxers, de Dana Gelinas
- 2007 - El deseo postergado, de Mario Bojórquez
- 2008 - El concurso fue declarado desierto y el premio fue concedido a Gerardo Deniz por el conjunto de su obra
- 2009 - Tríptico del desierto, de Javier Sicilia
- 2010 - Libro del abandono, de Javier Acosta Escareño
- 2011 - Cuenta regresiva, de A.E. Quintero
- 2012 - Acapulco Golden, de Jeremías Marquines
- 2013 - Te diría que fuéramos al río Bravo a llorar pero debes saber que ya no hay río ni llanto, de Jorge Humberto Chávez
- 2014 - Me llamo Hokusai, de Christian Peña
- 2015 - Teoría de las pérdidas, de Jesús Ramón Ibarra
- 2016 - Las maneras del agua, de Minerva Margarita Villarreal
- 2017 - Fábulas e historias de estrategas, de Renato Tinajero
- 2018 - Libro centroamericano de los muertos, de Balam Rodrigo
- 2019 - Sigo escondiéndome detrás de mis ojos, de César Cañedo[6]
- 2020 - El reino de lo no lineal, de Elisa Díaz Castelo
- 2021 - Sendero de suicidas, de Rubén Rivera García[7]
- 2022 - La muerte golpea en lunes, de Maricarmen Velasco[8]
- 2023 - Antártida, de Fabián Espejel[9]
- 2024 - El estómago de las ballenas, de  Ángel Vargas
- 2025 - Electrocauterización, de Anaclara Muro Chávez (poeta) <ref>{{https://inba.gob.mx/prensa/21964/otorgan-a-anaclara-muro-chavez-el-premio-bellas-artes-de-poesia-aguascalientes-2025}}<ref>